# Ð

Ð, ð(에드, eð)는 고대 영어, 아이슬란드어, 페로어, 엘프댈리어어에 쓰인다. 스칸디나비아에서는 중세동안 사용했으나 그 후에 dh, 나중에는 d, 영어에서는 th로 대체되었다.

## 기타
이 글자는 아이슬란드어 및 페로어에서는 가장 앞 글자로는 쓰이지 않으므로 일반적으로 대문자로는 표기되지 않으나, 강조 등의 의미로 모든 글자를 대문자로 쓸 때는 대문자로 표기된다.

## 쓰임
- ð는 국제 음성 기호에서 유성 치 마찰음을 나타낼 때 쓰인다.

## 같이 보기
- D
- T